# Красуха-2
1Л269 «Красуха-2» — російська система радіоелектронної протидії, призначена для протидії повітряним розвідувальним системам. Може використовуватися у складі РЕБ.

## Характеристики
До складу входить три машини на шасі БАЗ-6910.
Радіус дії до 300 км.
Час розгортання до 20 хвилин.

## Загальні відомості
Система розроблена та виробляються на підприємствах які входять до ВАТ «Концерн «Радиоэлектронные технологии». Роботи над системами «Красуха» розпочато в 2009 році, а з 2010 року проводяться державні випробування. У 2012 році  було закуплено військовими росії перші серійні зразки комплексу «Красуха-2».
На форумі "Армия-2019" комплекс був представлений з новим індексом — 1Л269Э. 

## Модифікації
- Красуха-2О — збільшено радіус дії до 400 км та оновлено програмний модуль.[1] «Красуха-2О» може визначити сигнал необхідної частоти та супроводжувати його. Постановка перешкод заважає радару літаків AWACS знаходити цілі та передавати їх координати бойовим одиницям. Система може направить системи ППО за визначеними координатами. Встановлено на одному шасі БАЗ-6910-022 з 500-сильним дизельним ЯМЗ та може розвивати швидкість у 80 км\год на шосе. Зменшено час розгортання до 15 хвилин.[2]

## Бойове застосування

### Російсько-українська війна
11 серпня 2018 СММ ОБСЄ зазначили у звіті, що 28 липня біля с. Чорнухине БПЛА місії зафіксував одразу 4 системи РЕБ, зокрема й Красуха-2.
4 лютого 2022 року спостерігачі ОБСЄ виявили в окремих районах Донеччини та Луганщини російські системи РЕБ "Житель", "Красуха-2" та "Леєр-3".

### Російська інтервенція в Сирію
10 березня 2020 року стало відомо що росія використовує в Сирії одразу два комплекси РЕБ «Красуха-2» та «Красуха-4».